# Primer Combate de Loreto
El Primer Combate de Loreto fue un enfrentamiento militar sucedido el 5 de enero de 1831, entre las fuerzas unitarias lideradas por el coronel Juan Balmaceda y las federales del también coronel Francisco Antonio Ibarra, en el contexto de la segunda guerra entre unitarios y federales en el interior. En encuentro finalizó con una contundente victoria de las primeras.

## Antecedentes
Después de su victoria en San Roque, el brigadier (general) José María Paz se hizo con el gobierno de la provincia de Córdoba. Después de su victoria en Oncativo, el 25 de febrero de 1830, consolidó su poder en el interior. Sus aliados, los gobernadores unitarios de Salta y Tucumán, coroneles mayores (generales) José Ignacio de Gorriti y Javier López respectivamente, envían una columna a la provincia de Santiago del Estero durante su retorno al norte en el mes de mayo. Se trataba de 100 soldados que se separaron del ejército unitario a la altura de Loreto e invadieron la provincia de Santiago del Estero.
Al mando del sargento mayor Pedro Ignacio Luna entraron por Loreto y se les unió José Neirot, enemigo de Ibarra. En la noche del 13 de mayo, se acercaron a la capital homónima cometiendo tropelías. Al día siguiente, el gobernador, coronel mayor Juan Felipe Ibarra, y sus fieles evacuan hacia Santo Domingo, al otro lado del río Dulce, donde intentan organizar la resistencia. El 15 de mayo, aprovechando la acefalia política, Luna y Neirot hacen que el cabildo nombre un gobernador interino. Sin embargo, aquel respondió que nadie aceptaría mientras el gobernador siguiera en la provincia sin renunciar. Esto llevó a los oficiales a solicitar la intervención de sus aliados y en consecuencia una columna de 1000 hombres al mando del general Javier López y el comandante Francisco Gorriti entró en la ciudad el 24 de mayo.
Hubo negociaciones y dos días después se llegó a un acuerdo entre los representantes Adeodato Gondra (federal) y Casiano Romero (unitario); Ibarra debió renunciar y se comprometió a dispersar sus fuerzas y entregar sus armas al nuevo gobierno provincial. Al día siguiente se nombró de forma interina a Manuel Alcorta a la espera de la elección de una nueva legislación, mientras Javier López exigió 10 000 pesos antes de retirar sus tropas de la provincia. Ibarra y 500 fieles partieron con rumbo a la provincia de Santa Fe para unirse al brigadier Estanislao López. En junio se eligieron los representantes de una nueva legislatura santiagueña y el 10 de junio inicio sesiones, eligiendo a Alcorta como gobernador propietario un día después, y a pesar de que había presentado su renuncia tuvo que aceptar el gobierno. El 5 de julio, la provincia se incorporó a la Liga del Interior mediante su representante, doctor Calixto del Corro, y el 31 de agosto aceptó el mando militar supremo del general Paz.
Sin embargo, en Córdoba Paz se enteró de que Ibarra planeaba a invadir Santiago del Estero desde Santa Fe por Fuerte de Abipones con ayuda del brigadier Juan Facundo Quiroga, así que se adelantó y envió una división de 160 hombres al mando del coronel Román Deheza a ocupar la provincia. Al mismo tiempo, ordenó a los gobiernos de Tucumán, Catamarca y Salta enviar milicias a sus fronteras con Santiago del Estero a la espera de los acontecimientos. Al entrar en territorio santiagueño, Deheza ordenó a su secretario, doctor José Roque Savid, a solicitar una reunión presencial al gobernador Alcorta en Taruca Pampa el 2 de septiembre. Al día siguiente, entra en la capital provincial y el 6 de septiembre, Alcorta delega sus funciones en el coronel unitario, quien es nombrado gobernador el 15 de octubre. Sin embargo, su llegada no fue bienvenida por los vecinos, quienes padecieron los excesos de sus tropas.

## Combate
El 29 de octubre, enterado de que el coronel Francisco Antonio Ibarra reunía milicias en el norte de la provincia, Deheza delega sus funciones en el coronel Francisco Gama y marcha al río Salado, donde el coronel Ibarra acampaba en su estancia junto al río y la frontera con Salta, incorporando a los coroneles Pablo Latorre, Antonio Arias y otro apellidado Correa. En la noche del 24 de noviembre invadieron la provincia por Loreto, obligando a Deheza a dirigirse al sur, hasta acampar junto a las salinas de Ambargasta. El 2 de diciembre, los federales entraron en Santiago del Estero e hicieron elegir como gobernador provisorio a Santiago de Palacio. Luego, intentaron negociar con Deheza, pero el gobierno cordobés reaccionó rápidamente con el envío de 400 hombres bien armados. Además, Catamarca envió al coronel Mariano Acha y 250 soldados a ocupar Palmares, y Tucumán envió un considerable contingente al mando del coronel mayor Javier López. En cuanto recibió a los cordobeses, Deheza marchó sobre Santiago del Estero, incorporando en su marcha a Acha y López.
Enterados de la venida de los unitarios, Latorre e Ibarra se retiraron al Salado, llegando hasta Guaipe para luego virar en dirección a Loreto. Sin embargo, Deheza se entera y divide su ejército en dos: Javier López y sus 900 tucumanos seguirían el Salado río arriba, mientras que él y el resto de la fuerza marcharían a Loreto. De inmediato, Deheza deja a cargo de los 200 hombres de su vanguardia al coronel Juan Balmaceda, quien da alcance a los federales el 5 de enero de 1831. Balmaceda era el comandante general de la frontera chaqueña de la provincia.
Después de un reñido combate, Balmaceda dispersó a sus enemigos, cuyos cabecillas huyeron hacia Santa Fe seguidos de cerca por 50 hombres al mando del sargento mayor Luna, quien al enterarse de que la mayoría de los federales huía al norte al mando del coronel Agustín Arias decidió darles alcance en Vinal en la mañana del 6 de enero, derrotándolos y dando muerte a Arias, al ayudante mayor José Gaite, los alféreces Martín Sayago y N. Morales y 20 soldados, y capturando al ayudante Laureano Ochoa y 4 soldados. Mientras, Balmaceda con el sargento mayor Wenceslao Paunero y 50 soldados fueron al sur en persecución de Ibarra y Latorre. Deheza reclamó el crédito de la victoria, pues estuvo muy cerca del combate a pesar de no participar directamente.

## Consecuencias
Después de la victoria, el 13 de enero Deheza volvió a la capital provincial. La provincial siguió ocupada por unos 1000 unitarios salteños y tucumanos (cifra de Estanislao López) dirigidos por el coronel unitario, pero había resistencia en la campaña o campo. El 17 de enero, una columna de 150 unitarios fue destrozada en Posta de los Miranda por Javier Díaz y 350 federales. Poco después, el exgobernador santiagueño invadió con 200 fieles la provincia de Córdoba, obligando a Paz a solicitar la ayuda de Deheza. Poco después, con 800 hombres Ibarra invadió su antigua provincia desde Santa Fe. A mediados de febrero, se hace con Loreto y sus partidas avanzadas llegan hasta Atamisqui.
El 8 de marzo, el comandante Manuel Castro, el sargento mayor Pedro Ignacio Luna y 50 soldados unitarios vencen en Loreto a una montonera al mando de un caudillo apellidado Nieves. Sin embargo, nuevamente Paz le ordena a Deheza retirarse al norte de la provincia de Córdoba con sus tropas regulares para unirse a los refuerzos que esperaba desde Salta y Tucumán, lo que se hizo a finales de abril. El 18 de ese mes, Deheza cruza el Dulce por Chañar y el 25 de abril llega a Sumampa para dar batalla a la montonera formada por el caudillo Juan Felipe Ibarra, pero aquel le elude.
Mientras tanto, el 13 de abril Neirot es vencido y capturado en Loreto por el jefe federal José Santos Coronel. Al día siguiente, Santos Coronel envía una vanguardia de 120 hombres al mando del capitán Simón Luna, quien vence en Flores al capitán Marcelo Castellano, quien muere en la refriega. Enterado de la derrota, gobernador delegado Gama huye a Tucumán y pocas horas después Luna ocupa la villa. Entre los días 15 y 17 será gobernador provisional hasta que llegue Santos Coronel para ocupar ese cargo, aunque otras fuentes hablan del 14 a 18 de mayo. Lo seguro es que el 19 de mayo el cabildo confirmó como gobernador provisorio a Santiago del Palacio, mientras la urbe estaba ocupada por 700 hombres que seguían órdenes de Santos Coronel (sin contar la vanguardia de Luna).
Deheza decide seguir hacia el sur para unirse a Paz, alcanzando Ojo de Agua el 5 de mayo. Posteriormente, el 11 de mayo se encuentra en el cuartel general unitario con el coronel mayor Gregorio Aráoz de Lamadrid, sucesor de Paz, quien acababa de ser capturado. Ambos militares tienen una discusión y Deheza decide renunciar a su mando.